# Вълшебната Коледа на Мики
„Вълшебната Коледа на Мики“ (на английски: Mickey's Magical Christmas: Snowed in at the House of Mouse) е издаден директно на видео анимационен филм от 2001 г., продуциран от Уолт Дисни Телевижън Анимейшън. Анимационната продукция е завършена в Тун Сити Анимейшън в Манила. Това е един от първите издадени директно на видео спинофи на анимационния сериал „Клуб Маус“ по Дисни Ченъл. Събитията във филма заемат място по време на втория сезон на „Клуб Маус“.
Филмът включва два късометражни филма на Дисни – „Коледната елха на Плуто“ (1952) и „Коледната песен на Мики“ (1983) – както и трите епизода от Mickey Mouse Works през 1999 г.

## Озвучаващ състав
| Актьор              | Роля                                                        |
| ------------------- | ----------------------------------------------------------- |
| Уейн Олуайн         | Мики Маус                                                   |
| Ръси Тейлър         | Мини Маус                                                   |
| Тони Анселмо        | Доналд Дък Хюи, Дюи и Луи                                   |
| Трес Макнийл        | Дейзи Дък Чип и Дейл                                        |
| Бил Фармър          | Гуфи Плуто Практическото прасе                              |
| Карлос Алазраки     | Панчито                                                     |
| Джеф Бенет          | Люмиер Господин Джолиланд                                   |
| Джоди Бенсън        | Ариел                                                       |
| Роби Бенсън         | Звяра                                                       |
| Кори Бъртън         | Лудвиг фон Дрейк Гюс Капитан Хук Скар Сърдитко Лудия шапкар |
| Еди Карол           | Джимини Щурчо                                               |
| Пат Каръл           | Урусла                                                      |
| Джон Клийз          | Разказвач (сегмент на Лешникотрошачката)                    |
| Стан Александър     | Цвете                                                       |
| Питър Кълън         | Ийори                                                       |
| Питър Бен           | Тропчо                                                      |
| Джон Фидлер         | Прасчо                                                      |
| Джонатан Фрийман    | Джафар                                                      |
| Дженифър Хейл       | Пепеляшка                                                   |
| Жан-Пол Ману        | Куско                                                       |
| Марк Мозли          | Мушу                                                        |
| Пейдж О'Хара        | Бел                                                         |
| Патриша Харис       | Дейзи Дък (сегмент в „Коледната песен на Мики“)             |
| Роб Полсън          | Жак                                                         |
| Ърни Сабела         | Пумба                                                       |
| Кевин Шон           | Тимон                                                       |
| Майкъл Уелч         | Пинокио                                                     |
| Ейприл Уинчъл       | Мама Вон Дрейк                                              |
| Сали Дворски        | Нала                                                        |
| Каролин Гарднър     | Снежанка                                                    |
| Дони Дунаган        | Бамби                                                       |
| Джим Къмингс        | Мечо Пух Тигъра Пийт                                        |
| Никита Хопкинс      | Ру                                                          |
| Кен Самсон          | Ру                                                          |
| Кат Суси            | Кенга / Пердита                                             |
| Рик Логан           | Аладин / Хор                                                |
| Боби Пейдж          | Жасмин / Хор                                                |
| Дейвид Огдън Стиърс | Когсуърт                                                    |
| Блейн Уийвър        | Питър Пан                                                   |
| Джоузеф Уилямс      | Симба                                                       |
| Алън Йънг           | Младия Скрудж (сегмент в „Коледната песен на Мики“)         |

## Анимационни филми
- „Коледната елха на Плуто“ (1952)
- „Коледната песен на Мики“ (1952)
- „Доналд на леда“ (1999)
- „Лешникотрошачката“ (1999)

## В България
В България филмът е издаден на VHS и DVD от Александра Видео през 2004 г.

### Синхронен дублаж
| Роля                                                 | Изпълнител |
| ---------------------------------------------------- | --- |
| Мики Маус                                            | Теодор Койчинов |
| Гуфи Сърдитко Шапкаря Разказвач на Лешникотрошачката | Веселин Ранков |
| Патока Доналд                                        | Диян Русев |
| Мини Маус                                            | Богдана Трифонова |
| Дейзи Дък                                            | Петя Абаджиева |
| Скрудж Млад Скрудж                                   | Сава Пиперов |
| Звяр                                                 | Петър Салчев |
| Ариел                                                | Ася Братанова |
| Джафар Пийт                                          | Георги Тодоров |
| Бел                                                  | Йорданка Илова |
| Пинокио                                              | Симеон Желязков |
| Тимон                                                | Георги Стоянов |
| Пумба                                                | Георги Спасов |
| Дядо Коледа Фон Дрейк                                | Станислав Пищалов |
| Урусла Майката на Фон Дрейк                          | Симона Нанова |
| Пепеляшка                                            | Нина Гавазова |
| Чип                                                  | Илиана Балийска |
| Дейл                                                 | Ненчо Балабанов |
| Куско                                                | Александър Воронов |
| Ийори                                                | Васил Михайлов |
| Мушу и Джимини                                       | Теодор Елмазов |
| Аладин                                               | Тодор Георгиев |
| Жасмин                                               | Венцислава Стоилова |
| Хор                                                  | Антоанета Георгиева Венцислава Стоилова Еделина Кънева Емилия Иванова Мария Николаева Татяна Желязкова Цветомира Михайлова Атанас Сребрев Калоян Чолаков Николай Иванов Орлин Павлов Симеон Желязков Цанко Тасев Явор Каров |

| Песен                   | Изпълнител |
| ----------------------- | --- |
| С дъх на борови иглички | Илиана Балийска Ненчо Балабанов Веселин Ранков Диян Русев Богдана Трифонова                                                                             |
| Стават чудеса           | Хор |
| Светли вълшебства       | Хор |
| Приказна Коледа         | Сава Пиперов Цветомира Михайлова Цанко Тасев Веселин Ранков Емилия Иванова Георги Стоянов Теодор Койчинов Диян Русев Тодор Георгиев Венцислава Стоилова |

| Обработка                                     | Александра Аудио (2004)               |
| --------------------------------------------- | ------------------------------------- |
| Режисьор на дублажа                           | Симона Нанова                         |
| Превод                                        | Веселина Пършорова                    |
| Музикален режисьор Български текст на песните | Десислава Софранова                   |
| Творчески ръководител                         | Венета Янкова                         |
| Продуцент на българската версия               | Disney Character Voices International |